# بينجامين كاريون
بينجامين كاريون هو صحفي ودبلوماسي ومؤلف وكاتب إكوادوري، ولد في 20 أبريل 1898 في لوخا في الإكوادور، وتوفي بنفس المكان في 8 مارس 1979.